# Urban Cleve
Urban Cleve (* 24. November 1930 in Dortmund) ist ein deutscher Ingenieur, Manager des Anlagenbaus im Ruhestand und ehemaliger Leichtathlet.

## Leben
In Dortmund geboren verbrachte Urban Cleve von 1935 bis 1949 seine Kindheit und frühe Jugend im Saarland. In Neunkirchen (Saar) besuchte er das Gymnasium. Anschließend lebte er in Moers, wo er 1952 am Gymnasium Adolfinum das Abitur erlangte. Seit dem Wintersemester 1952/53 studierte er an der RWTH Aachen Maschinenbau mit der Vertiefungsrichtung Kraft- und Wärmetechnik. Im Sommersemester 1953 wurde er Mitglied des Corps Montania Aachen. 1956 schloss er das Studium als Diplom-Ingenieur ab. Anschließend studierte er noch an der Ruprecht-Karls-Universität Heidelberg Volks- und Betriebswirtschaftslehre. Seine erste berufliche Anstellung fand er als Betriebsingenieur in einem Kraftwerk. Nach Aufgaben als Projekt- und Verkaufsingenieur wurde er 1964 zum Leiter der Hauptabteilung Technik der BBC/Krupp Reaktorbau GmbH ernannt, wo er für Konstruktion, Bauleitung, Prüfungen, E-Technik und Inbetriebnahme des AVR (Jülich) zuständig und an der Erstellung der Planungsdokumentation für das Kernkraftwerk THTR-300 bis zur Baureife beteiligt war. Während dieser Zeit hat Cleve sehr intensiv mit Rudolf Schulten, dem Entwickler des Hochtemperaturreaktors vom Typ Kugelhaufen, zusammengearbeitet. In der Folge Vorstandsmitglied der Wehrle-Werke, wurde er 1977 Vorstandsmitglied der CEAG Dominit AG. 1993 wurde er von der Fakultät für Bergbau und Hüttenwesen der RWTH Aachen zum Dr.-Ing. promoviert.
Im Zuge der durch den Whistleblower Rainer Moormann 2008 ausgelösten Diskussion zur Sicherheit von Kugelhaufenreaktoren wandte sich Cleve vehement gegen die Sicherheitsbedenken von Moormann und bestritt dessen Enthüllungen zu verheimlichten Störfällen in deutschen Kugelhaufen-HTR. Er erhielt deshalb 2008 als letzter noch Lebender der oberen Führung der 1971 aufgelösten BBC/Krupp Reaktorbau GmbH von der Kerntechnischen Gesellschaft den Auftrag, seine Kenntnisse und Erfahrungen im Zusammenhang mit dem AVR zu dokumentieren. Ähnliches empfahlen ihm die Forschungsministerien von Bund und Land NRW. Cleve trat seit 2008 häufig als Redner bei Veranstaltungen der umstrittenen LaRouche-Bewegung auf, um für Kugelhaufenreaktoren zu werben. Ein 2014 veröffentlichtes, vom Forschungszentrum Jülich in Auftrag gegebenes Gutachten von vier unabhängigen Experten kam – anders als von Cleve angegeben – zu dem Schluss, dass es bei Bau und Betrieb des Kugelhaufenreaktors AVR Jülich zu schweren Unregelmäßigkeiten und Vertuschungen von Störfällen gekommen sei (s. hier). Cleve bezeichnete dieses Gutachten als ehrenrührig und verlangte vergeblich vom Forschungszentrum Jülich, es zurückzuziehen. Cleve engagiert sich öffentlich gegen den Klimaschutz.
1992 war Cleve designierter Nachfolger von Johann Peter Blank im Amt des Vorsitzenden des Weinheimer Verbandes Alter Corpsstudenten, trat dieses jedoch wegen eines schweren Schicksalsschlags in seiner Familie nicht an.

## Leichtathletik
Urban Cleve betrieb als Schüler und Student leistungssportmäßig Leichtathletik. Für Preussen Krefeld startend wurde er 1951 Deutscher Meister im 800-Meter-Lauf. 1955 wurde er mit der Staffel des CSV Marathon 1910 Krefeld Deutscher Meister in der 4-mal-400-Meter-Staffel. Er war Teilnehmer an 11 Leichtathletik-Länderkämpfen. Bei den Olympischen Spielen 1952 qualifizierte er sich im 800-Meter-Lauf mit dem zweiten Platz in Vorlauf 7 für das Halbfinale. Dort belegte er in Lauf 1 den fünften Platz. Außerdem war er dreifacher Studentenweltmeister und Deutscher Hochschulmeister.

## Schriften
- Untersuchungen zur Eigenerwärmung von Aktivkohlen beim Einsatz in Rauchgasreinigungsanlagen, 1993
- Die Technik der Hochtemperaturreaktoren – Konstruktion-Bau-Inbetriebnahme-Betrieb des 15 MWel. AVR Jülich und des THTR 300el. im KW Westfalen, Vortrag, gehalten am 5. April 2009 bei der 21. Tagung der KTG-Fachgruppe „Nutzen der Kerntechnik“ im KKW Biblis der RWE AG
- Die Technik der Hochtemperaturreaktoren, Vortrag gehalten am 15. Juli 2011 im Institut für Eisenhüttenkunde der RWTH Aachen